# Anhidrose
 Mise en garde médicale
L'anhidrose (ou anidrose) est une affection médicale définie par une insuffisance de sécrétion de sueur, sur une surface limitée de la peau, ou parfois sur l'ensemble du corps, ce qui a pour conséquences des troubles de la thermorégulation et une intolérance à la chaleur.
Elle peut être d'origine génétique (mutation sur ITPR2) ou due à une lésion.
C'est une affection rare, que l'on rencontre dans la dysplasie ectodermique (maladie transmise selon le mode récessif) ou encore dans le Syndrome de Claude Bernard-Horner.